# Cheiracanthium nalsaroverense
Cheiracanthium nalsaroverense är en spindelart som beskrevs av Patel 1973. Cheiracanthium nalsaroverense ingår i släktet Cheiracanthium och familjen sporrspindlar. Inga underarter finns listade i Catalogue of Life.